# 羅憲
羅憲（218年—270年），字令則，襄陽人。三國後期蜀漢將領，巴東郡太守（郡府在永安白帝城）。於蜀漢滅亡後投降曹魏，成功抵禦孫吳的入侵，守住入蜀的要衝永安。

## 生平
年輕時以才學著名，十三歲時便寫的一手好文章。後來進入太學就讀，拜譙周為老師。當時同儕們以文立比喻為顏回，陳壽、李密為子游、子夏，羅憲則比喻為子貢。羅憲個性正直嚴謹、光明磊落、輕財好施，不經營家產。任蜀漢太子舍人、宣信校尉。曾經出使吳國，很受吳國人的稱道。
蜀漢末年，黄皓干政，羅憲對黃皓不理不睬，所以被外放為巴東太守。蜀漢後主降魏後，羅憲率領部下們於都亭痛哭三日，不久孫吳派遣征西將軍盛曼溯長江西上支援蜀漢，並要羅憲開放永安通道。但實際上孫吳是想奪取巴東，進而取得入蜀通道，退而守衛巴東以保護長江。羅憲面臨江山覆轍，盟友勸降之下，久久難以抉擇。

### 堅守永安
263年十月，蜀漢看見魏國來伐國才通知吳國。孫休派丁奉指揮各軍攻魏國的壽春，留平和施績到南郡商議從永安入川救盟友，丁封、孫異從漢水入漢中，孫休為了救蜀漢走捷徑路線，採取圍魏救趙的三方向牽制魏國進攻。然而在11月，聽聞劉禪投降魏國蜀漢滅亡的消息，孫休才停止救援。不久，接到劉禪投降魏國的親筆手令，羅憲遂率領部隊移駐永安城外驛站都亭為蜀亡弔唁三日。264年2月，吳帝孫休派陸抗、步協、留平、盛曼，圍取永安。因蜀漢已亡而曹魏勢力仍未正式接收，羅憲此時其實沒有冒生命危險守關的義務，但他對東吳此舉十分氣憤，表示東吳不守信用，趁機併吞巴東，隨即整頓兵馬，嚴陣以待。東吳先派遣步協強攻白帝城。羅憲沿著長江防守，同時派遣參軍楊宗向魏安東將軍陳騫及相國司馬昭求救。之後吳軍攻入巴東，羅憲退入白帝城堅守，吳軍屢次強攻皆被擋住，之後又派遣鎮軍將軍陸抗率3萬人支援，這場攻防戰長達六個月之久。
司馬昭得到羅憲求救後認為成都剛經歷鄧艾、鍾會、姜維等人的叛亂事件，現下已無力支援。所以派遣荊州刺史胡烈率軍攻打吳屬荊州的重鎮西陵，陸抗在腹地受脅之下退兵。自此永安之圍解除，羅憲擔任原職，加封陵江將軍，萬年亭侯。

### 後記
永安之圍結束後，孫吳武陵郡的部份地區投降曹魏，羅憲加封武陵太守。
泰始元年（265年），司馬炎篡魏後將羅憲改封為西鄂縣侯，羅憲之子羅襲也任給事中。三年（267年）冬，羅憲入朝，進位冠軍將軍、假節。
泰始四年三月（268年），羅憲跟隨晉武帝司馬炎在華林園參與宴會，晉武帝詢問蜀漢大臣的子弟，又問起其中適合任用者，羅憲推薦了常忌、杜軫、壽良、陳壽、高軌、呂雅、許國、費恭、琅邪諸葛京、汝南陳裕，他們隨即得到了進用，都在當時知名於世。
羅憲攻下了孫吳的巫城（今重庆市巫山縣），同時也向司馬炎進獻伐吳之策。泰始六年（270年），羅憲卒於任上，被追封為安南將軍，諡號「烈」。
罗宪子罗袭后为陵江将军，统其父部曲，官至广汉太守。兄罗式有子罗尚，因年幼丧父而依靠罗宪，后为梁州刺史。

## 評價
- 《晉書》評曰：「忠為令德，貞曰事君，徇國家而竭身，曆夷險而一節。羅憲、滕修，濯纓入仕，指巴東而受脤，出嶺嶠而揚麾。屬鼎命淪胥，本朝失守，郕巴丘而流涕，集都亭而大臨。古之忠烈，罕輩子茲！孝興之智勇，玄威之武藝，滅醜虜於河西，制凶酋於硜北，審楊欣之必敗，譏楊駿之速禍。陶璜、吾彥，逸足齊驅，毛炅屈其深謀，陸抗奇其茂略。薪楢之任，清規自遠；鼙鼓之臣，厥聲彌劭。景武，南楚秀士；元孫，累葉將門，赴死喻於登仙。效誠陳於上策，竟而俱斃，貞則斯存。」「 憲居玉疊，才博流譽。修赴石門，惠政攸著。孝興、玄威，操履無違。愚墳畢禮，楊門致譏。璜謀超絕，彥材雄傑。潛師襲董，觀兵歎薛。惟趙與張，神略多方。作尉北地，立功西湘。」
- 庾信《哀江南賦》：「三日哭於都亭。」
- 司馬炎：“憲忠烈果毅，有才策器幹。”[6]

## 家庭

### 父兄
- 羅蒙：父親，蜀漢廣漢太守。
- 罗式：兄長，牂柯太守。

### 子嗣
- 罗袭：長子，广汉太守。[7]
- 罗尚：侄子，羅式子，字敬之，一名仲，字敬真，官至平西將軍，益州刺史。
- 羅宇：侄孫，羅尚長子。羅尚死後被建平都尉暴重所殺。
- 羅延壽：侄孫，羅尚次子，騎都尉。
- 罗徽：孫，顺阳内史，晋怀帝永嘉五年（311）为王如所殺。

## 延伸阅读
[在维基数据编辑]
 《三國志/卷41》，出自陳壽《三國志》
 《晉書/卷057》，出自房玄齡《晉書》

| 官衔        | 官衔                       | 官衔        |
| ----------- | -------------------------- | ----------- |
| 前任： 閻宇 | 蜀漢永安都督 263年-264年？ | 繼任： 末任 |